# Liste der Biografien/Bit
Liste der Biografien |
Portal Biografien |
Personensuche
# |
A |
B |
C |
D |
E |
F |
G |
H |
I |
J |
K |
L |
M |
N |
O |
P |
Q |
R |
S |
T |
U |
V |
W |
X |
Y |
Z |
?
 
Ba |
Be |
Bd |
Bg |
Bh |
Bi |
Bj |
Bl |
Bm |
Bn |
Bo |
Br |
Bs |
Bu |
Bw |
By |
Bz
 
Bia–Bid |
Bie |
Bif–Bim |
Bin |
Bio |
Bip |
Bir |
Bis |
Bit |
Biu |
Biv |
Biw |
Bix |
Biy |
Biz
Die Liste der Biografien führt alle Personen auf, die in der deutschsprachigen Wikipedia einen Artikel haben. Dieses ist eine Teilliste mit 306 Einträgen von Personen, deren Namen mit den Buchstaben „Bit“ beginnt.

## Bit
- Bit-Tuner (* 1978), Schweizer Musiker

### Bita
- Bitabares, José Luis, uruguayischer Fußballtrainer
- Bitados, Panagiotis (* 2003), griechischer Triathlet
- Bitadse, Goga (* 1999), georgischer Basketballspieler
- Bitaitis, Dalius (* 1964), litauischer Politiker
- Bitala, Václav (* 1977), tschechischer Sommerbiathlet
- Bitalis, Richard (* 1946), französischer Karambolagespieler
- Bitan, David (* 1962), israelischer Politiker
- Bitan, Gabriel (* 1998), rumänischer Weitspringer
- Bitar, Damián Santiago (* 1963), argentinischer Geistlicher, Bischof von Oberá
- Bitar, Khyana el (* 1964), deutsche Drehbuchautorin
- Bitar, Salah ad-Din al- (1912–1980), syrischer Ministerpräsident, panarabischer Nationalist und Vordenker des Baathismus
- Bitar, Sergio (* 1940), chilenischer Politiker, Senator und Minister
- Bitar, Tarek (* 1974), libanesischer Jurist, Vorsitzender des Strafgerichts von Beirut
- Bitat, Rabah (1925–2000), algerischer Präsident
- Bitat, Zohra Drif (* 1934), algerische Anwältin, Politikerin und Widerstandskämpferin

### Bite
- Bitė, Romualdas (* 1944), litauischer Hindernisläufer
- Bitė, Virginijus (* 1981), litauischer Jurist und Hochschullehrer
- Biteau, Benoît (* 1967), französischer Landwirt, Agrarwissenschaftler und Politiker, MdEP
- Biteco, Guilherme (* 1994), brasilianischer Fußballspieler
- Biteco, Matheus (1995–2016), brasilianischer Fußballspieler
- Bitek, Okot p’ (1931–1982), ugandischer Dichter, Lehrer und Ethnologe
- Biteko, Doto (* 1978), tansanischer Politiker
- Bitelli, Dave, britischer Jazzmusiker
- Biteman, Bo (* 1978), US-amerikanischer Politiker (Republikaner)
- Bitenc, Demeter (1922–2018), jugoslawischer bzw. slowenischer SchauspielerDemeter Bitenc (1922–2018)

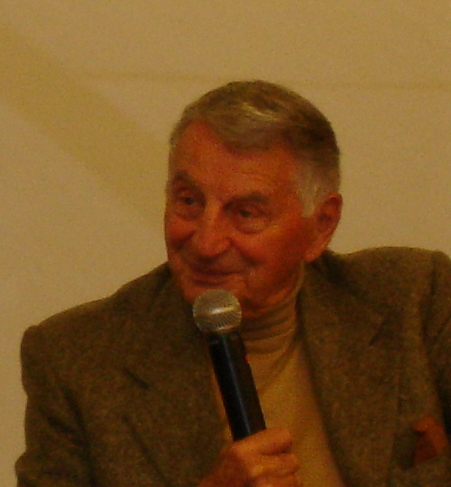
Demeter Bitenc (1922–2018)

- Bitenc, Mojca (* 1989), slowenische Opernsängerin in der Stimmlage Sopran
- Bitencourt Junior, Wander Luiz (* 1987), brasilianischer Fußballspieler
- Bitencourt, Maicon Marques (* 1990), brasilianischer Fußballspieler
- Bitencourt, Nalbert (* 1974), brasilianischer Volleyballspieler
- Bitencourt, Paulo (* 1966), brasilianisch-österreichischer Sänger, Fotograf, Sprecher und Schriftsteller
- Biterich, Martin (1691–1759), Mainzer Bildhauer der Barockzeit
- Biterolf, deutscher Dichter
- Bitesnich, Andreas H. (* 1964), österreichischer Fotograf und Künstler
- Bitetto, Anthony (* 1990), US-amerikanischer Eishockeyspieler

### Bith
- Bithell, Stuart (* 1986), britischer Segler
- Bitherid, Fürst (primas) der Bukinobanten, eines alemannischen Teilstammes
- Bithikotsis, Grigoris (1922–2005), griechischer Sänger
- Bithorn, Ferdinand († 1865), deutscher Historienmaler und Spätnazarener der Düsseldorfer Schule

### Biti
- Biti, Vladimir (* 1952), kroatischer Slawist
- Bitigen, Abdulkadir (* 1983), türkischer Fußballschiedsrichter
- Bitinas, Audrius (* 1975), litauischer Verwaltungsjurist, Hochschullehrer und Politiker

### Bitm
- Bitman, Jakub (* 1988), tschechischer Badmintonspieler

### Bitn
- Bitnarová, Nikola (* 1994), tschechische Biathletin
- Bitnel, Deniz Ateş (* 1982), türkischer Fußballschiedsrichter
- Bitner, Marta (* 1991), polnische Schauspielerin
- Bitner, Mary Jo, US-amerikanische Ökonomin

### Bito
- Bito, Dyanne (* 1981), niederländische Fußballspielerin
- Bitō, Nishū (1747–1814), japanischer konfuzianischer Gelehrter
- Bitok, Paul (* 1970), kenianischer Langstreckenläufer
- Bitok, Sostenes (* 1957), kenianischer Langstreckenläufer
- Bitolo, Gabriela (* 1999), brasilianische Handballspielerin
- Bitom, Ewald (1896–1964), deutscher Politiker (SPD), MdL
- Bitomsky, Hartmut (* 1942), deutscher Filmemacher und Filmproduzent
- Biton, griechischer Offizier im Heer Alexanders des Großen
- Bitoni, Audrey (* 1986), US-amerikanische Pornodarstellerin und ModelAudrey Bitoni (* 1986)

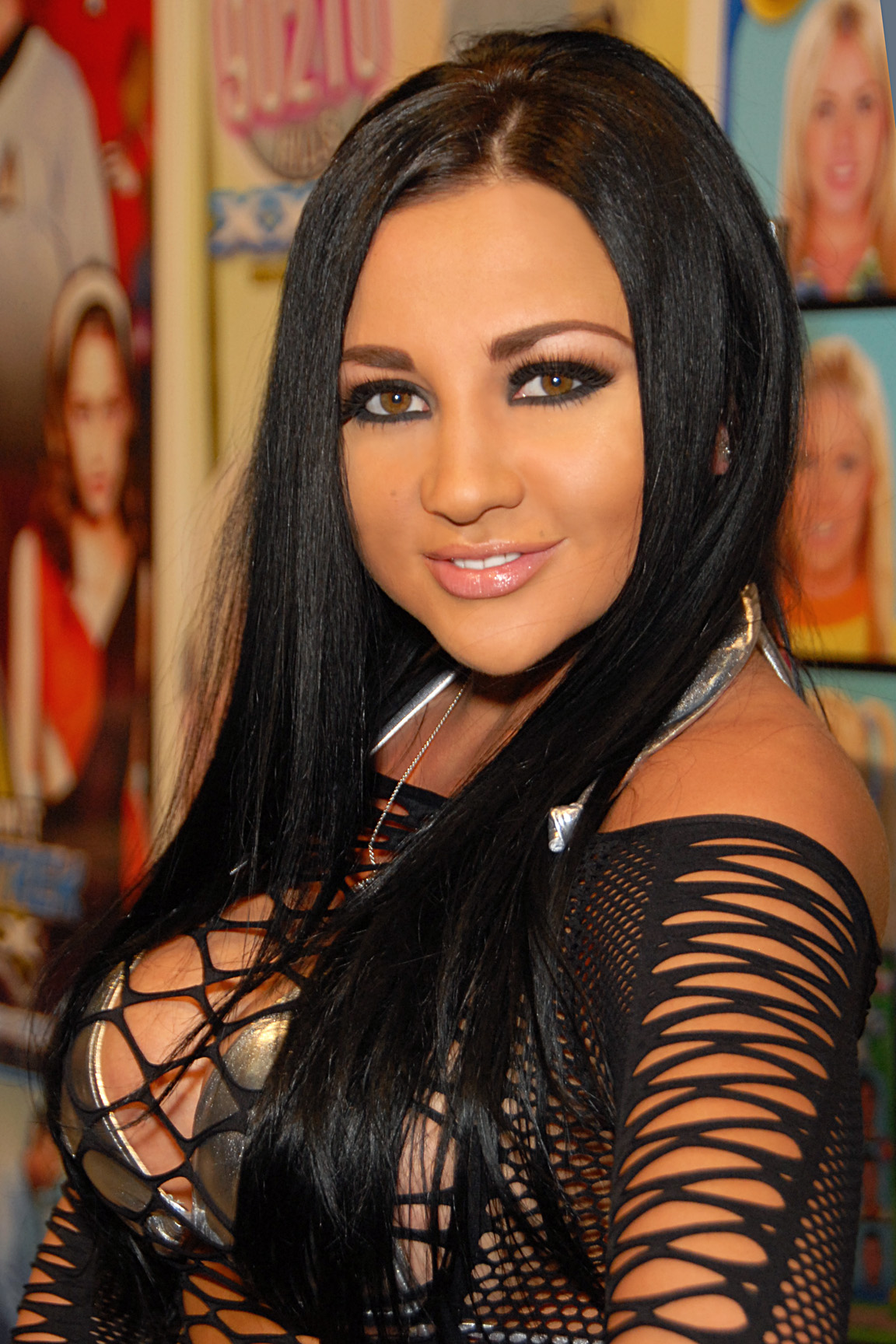
Audrey Bitoni (* 1986)

- Bitonio, Joel (* 1991), US-amerikanischer American-Football-Spieler
- Bitossi, Franco (* 1940), italienischer Radrennfahrer
- Bitow, Andrei Georgijewitsch (1937–2018), sowjetischer bzw. russischer Schriftsteller

### Bitr
- Bitran, Mariane (* 1961), französische Jazzmusikerin (Flöte, Komposition)
- Bitrudschi, Nur ad-Din al-, arabischer Astronom und Philosoph

### Bits
- Bitsch, Antonie (1912–1989), deutsche Malerin
- Bitsch, Charles L. (1931–2016), französischer Regisseur, Autor und Kameramann
- Bitsch, Cornelia (* 1949), deutsche Autorin, Regisseurin, Schauspielerin und Hörfunksprecherin
- Bitsch, Jørgen (1922–2005), dänischer Autor, Filmproduzent, Abenteurer und Vortragender
- Bitsch, Marcel (1921–2011), französischer Komponist
- Bitsch, Mathias (* 1996), dänischer Handballspieler
- Bitsch, Noah (* 1989), deutscher Karateka
- Bitschachtschjan, Wahan (* 1999), armenischer Fußballspieler
- Bitsche, Noah (* 2003), österreichischer Fußballspieler
- Bitscherachow, Lasar Fjodorowitsch (1882–1952), russischer Offizier
- Bitschewskaja, Schanna Wladimirowna (* 1944), russische Sängerin
- Bitschi, Christof (* 1991), österreichischer Politiker (FPÖ), Landesstatthalter VorarlbergsChristof Bitschi (* 1991)

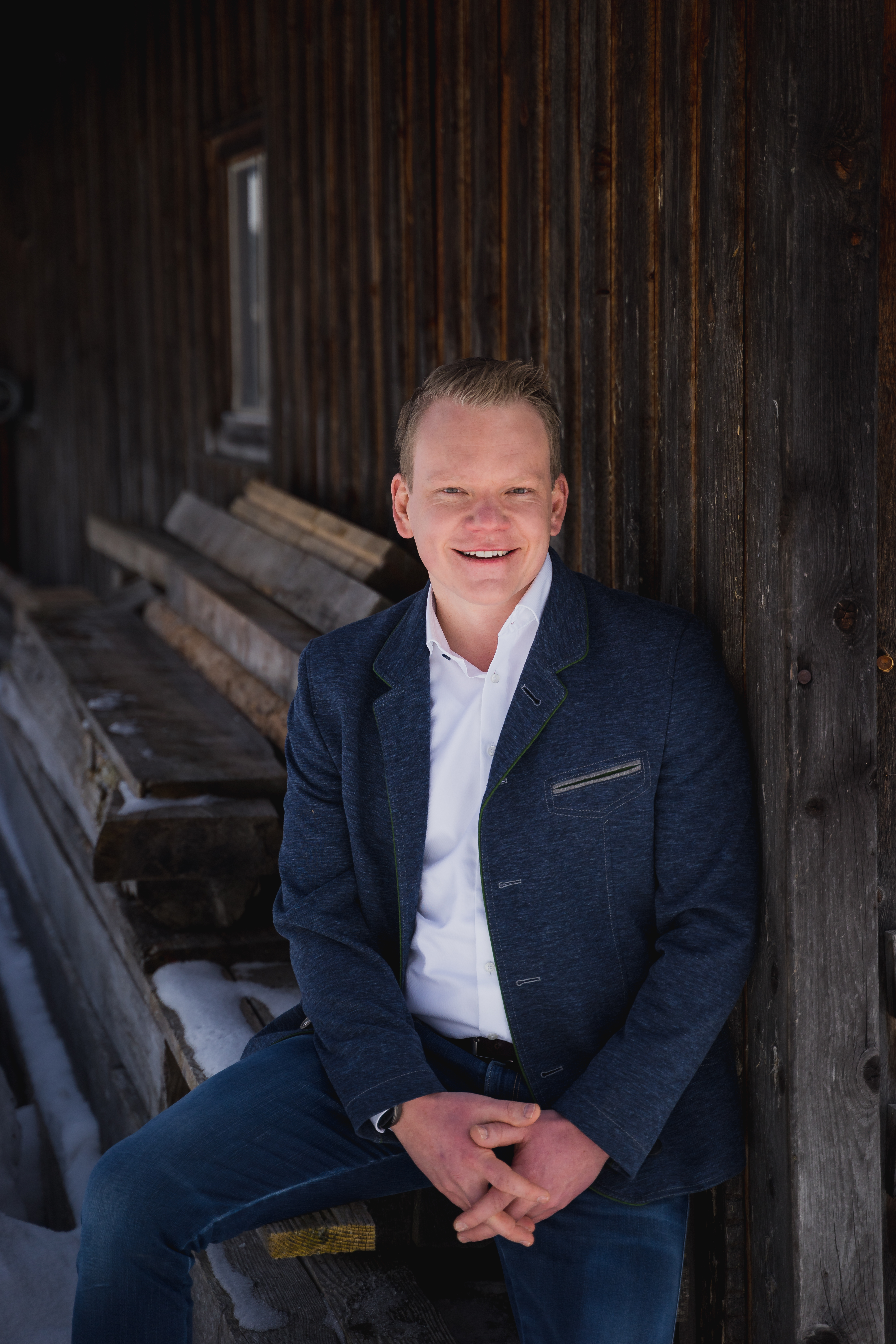
Christof Bitschi (* 1991)

- Bitschin, Konrad, deutscher Theologe, Jurist und Chronist
- Bitschnau, Martin (* 1949), österreichischer Historiker
- Bitschurin, Hyacinth (1777–1853), russischer Sinologe
- Bitschyk, Julija (* 1983), belarussische Ruderin
- Bitséki Moto, Yves Stéphane (* 1983), gabunischer Fußballtorhüter
- Bitshiabu, El Chadaille (* 2005), französisch-kongolesischer Fußballspieler
- Bitsios, Dimitrios (1915–1984), griechischer Diplomat und Politiker
- Bitskey, Aladár (1905–1991), ungarischer Schwimmer
- Bitsoane, Evaristus Thatho (1938–2010), lesothischer Geistlicher und Bischof von Qacha’s Nek
- Bitsui, Jeremiah, US-amerikanischer Schauspieler

### Bitt
- Bitta, Joseph (1856–1932), deutscher Politiker (Zentrum), MdR
- Bittaker, Lawrence Sigmund (1940–2019), US-amerikanischer Serienmörder
- Bittan, Roy (* 1949), US-amerikanischer KeyboarderRoy Bittan (* 1949)

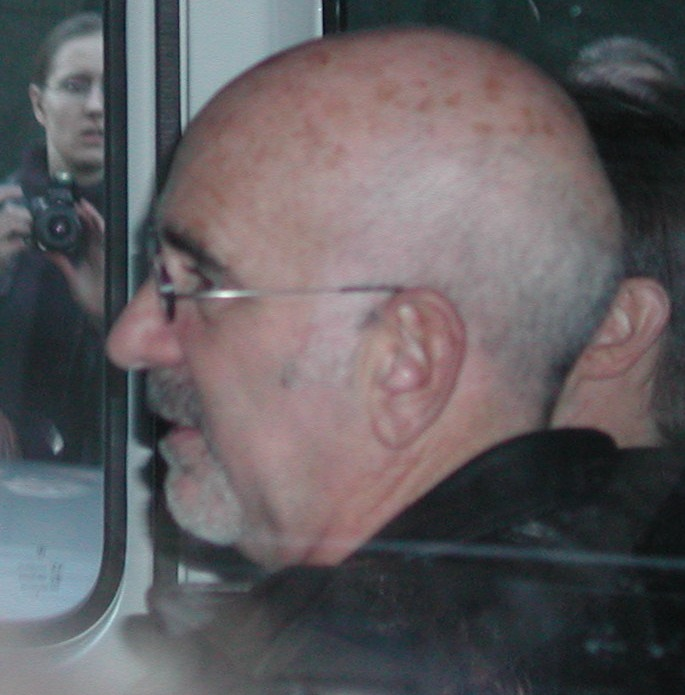
Roy Bittan (* 1949)

- Bittar, Christian, französischer Investmentbanker
- Bittcher, Carl Friedrich Heinrich (1816–1844), deutscher evangelischer Theologe und Lehrer
- Bittcher, Herbert (1908–1944), deutscher Widerstandskämpfer gegen den Nationalsozialismus
- Bittcher, Ulrich (* 1957), deutscher Fußballspieler
- Bittel, Adriana (* 1946), rumänische Schriftstellerin und Literaturkritikerin
- Bittel, Heinz (1910–1980), deutscher Physiker
- Bittel, Karl (1892–1969), deutscher marxistischer Historiker
- Bittel, Karl Heinz (* 1947), deutscher Verlagslektor und Autor
- Bittel, Kurt (1907–1991), deutscher Prähistoriker
- Bittelmann, Otto (1911–2000), deutscher Landwirt und Politiker (CDU), MdB
- Bitten, Mike (* 1962), kanadischer Badmintonspieler
- Bittenbinder, Johanna (* 1957), deutsche SchauspielerinJohanna Bittenbinder (* 1957)

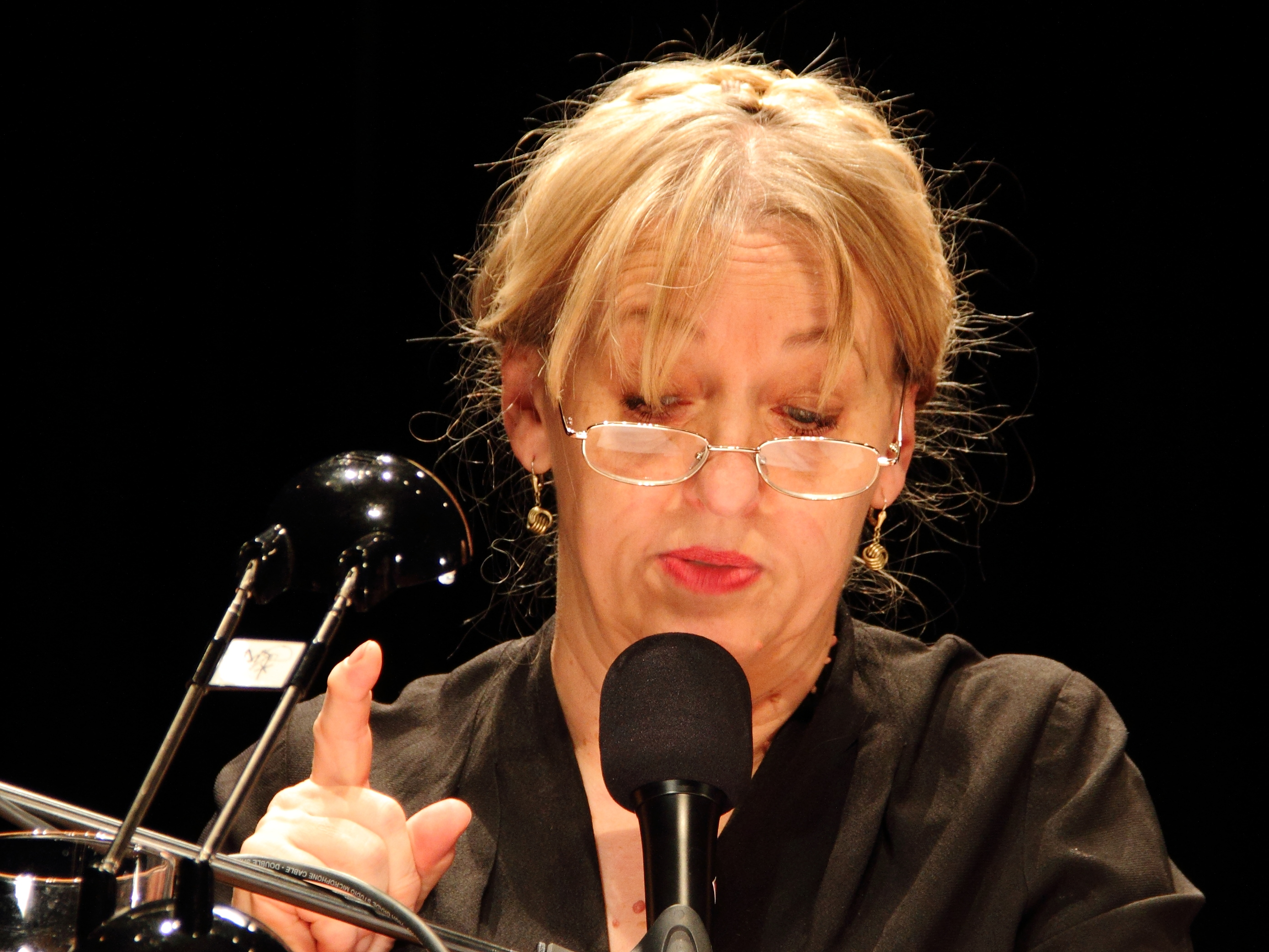
Johanna Bittenbinder (* 1957)

- Bittencourt, Amaro Soares (1885–1963), brasilianischer Generalmajor
- Bittencourt, Diogo Silvestre (* 1989), brasilianischer Fußballspieler
- Bittencourt, Franklin (* 1969), brasilianisch-deutscher Fußballspieler und -trainer
- Bittencourt, Leonardo (* 1993), deutscher Fußballspieler
- Bittencourt, Márcio (* 1964), brasilianischer Fußballspieler und -trainer
- Bittenfeld, Eberhard Herwarth von (1796–1884), preußischer Generalfeldmarschall
- Bittengel, Günter (* 1966), tschechischer Fußballspieler und Fußballtrainer
- Bitter, Achim (* 1960), deutscher Künstler
- Bitter, Albert (1848–1926), deutscher Bischof in Schweden, Erzbischof
- Bitter, Arthur (1821–1872), Schweizer Schriftsteller und Journalist
- Bitter, Bruno (1898–1988), deutscher Jesuit
- Bitter, Carl Hermann (1813–1885), deutscher Staatsmann und Musikschriftsteller
- Bitter, Christian (1878–1950), deutscher Politiker
- Bitter, Christina von (* 1965), deutsche freischaffende Künstlerin
- Bitter, Claudia (* 1965), österreichische Schriftstellerin, Übersetzerin, Künstlerin und Bibliothekarin
- Bitter, Damian (1785–1819), preußischer Landrat im Kreis Kreuznach
- Bitter, Erich (1933–2023), deutscher Automobildesigner, Rad- und AutomobilrennfahrerErich Bitter (1933–2023)

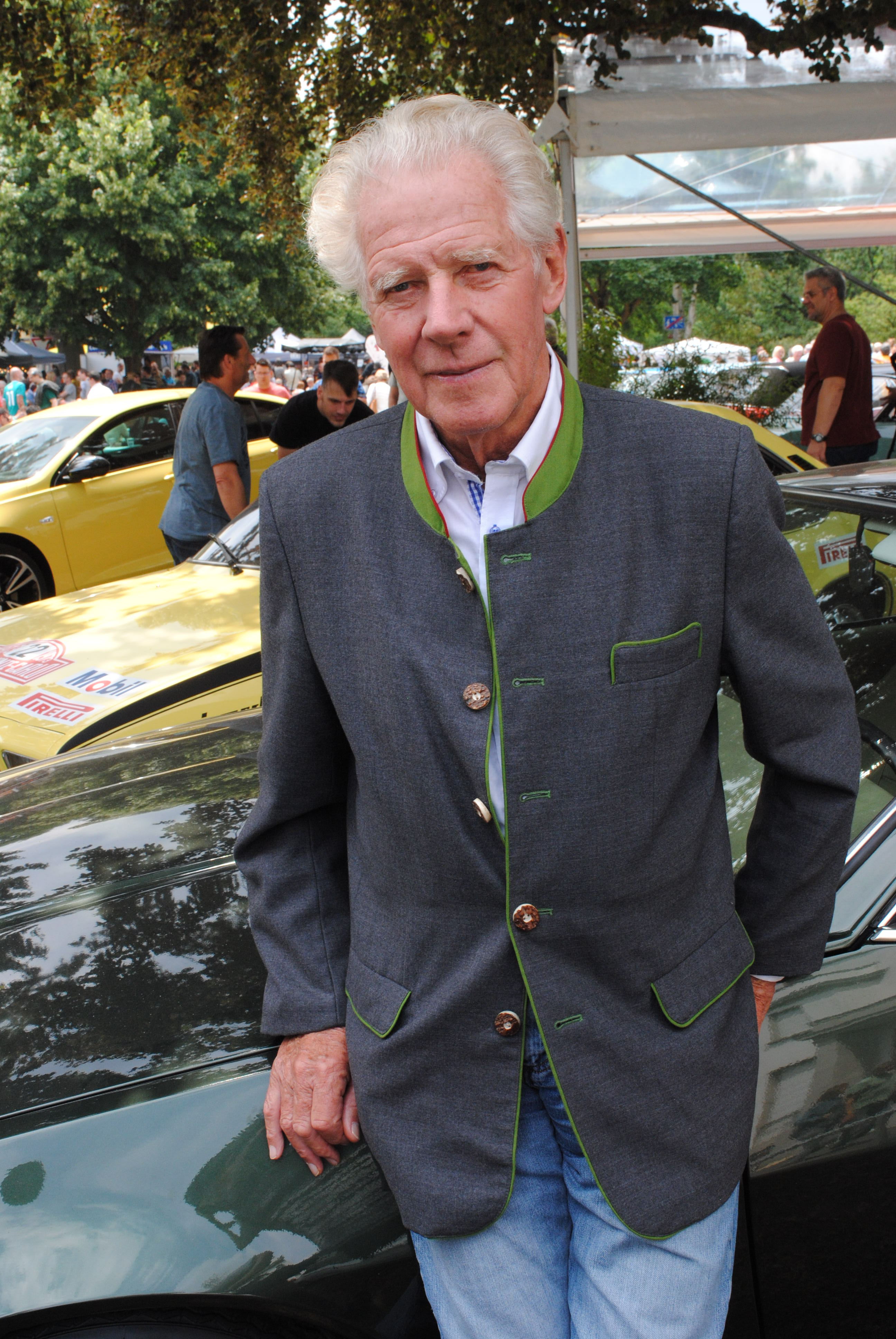
Erich Bitter (1933–2023)

- Bitter, Ernst (1809–1843), preußischer Verwaltungsjurist
- Bitter, Eva (* 1973), deutsche Springreiterin
- Bitter, Francis (1902–1967), US-amerikanischer Physiker
- Bitter, Franz (1865–1924), deutscher Jurist und Politiker, MdR
- Bitter, Friedrich Wilhelm Heinrich (1798–1870), deutscher Hofbeamter, Kabinettsdirektor von Herzog Karl II. von Braunschweig
- Bitter, Georg (1873–1927), deutscher Botaniker
- Bitter, Georg (* 1968), deutscher Jurist und Professor an der Universität Mannheim
- Bitter, Gottfried (1936–2023), deutscher römisch-katholischer Theologe
- Bitter, Hermann (1893–1945), Bürgermeister von Brackwede
- Bitter, Hermann (1897–1982), deutscher Politiker (Zentrum)
- Bitter, Johannes (* 1982), deutscher HandballtorwartJohannes Bitter (* 1982)

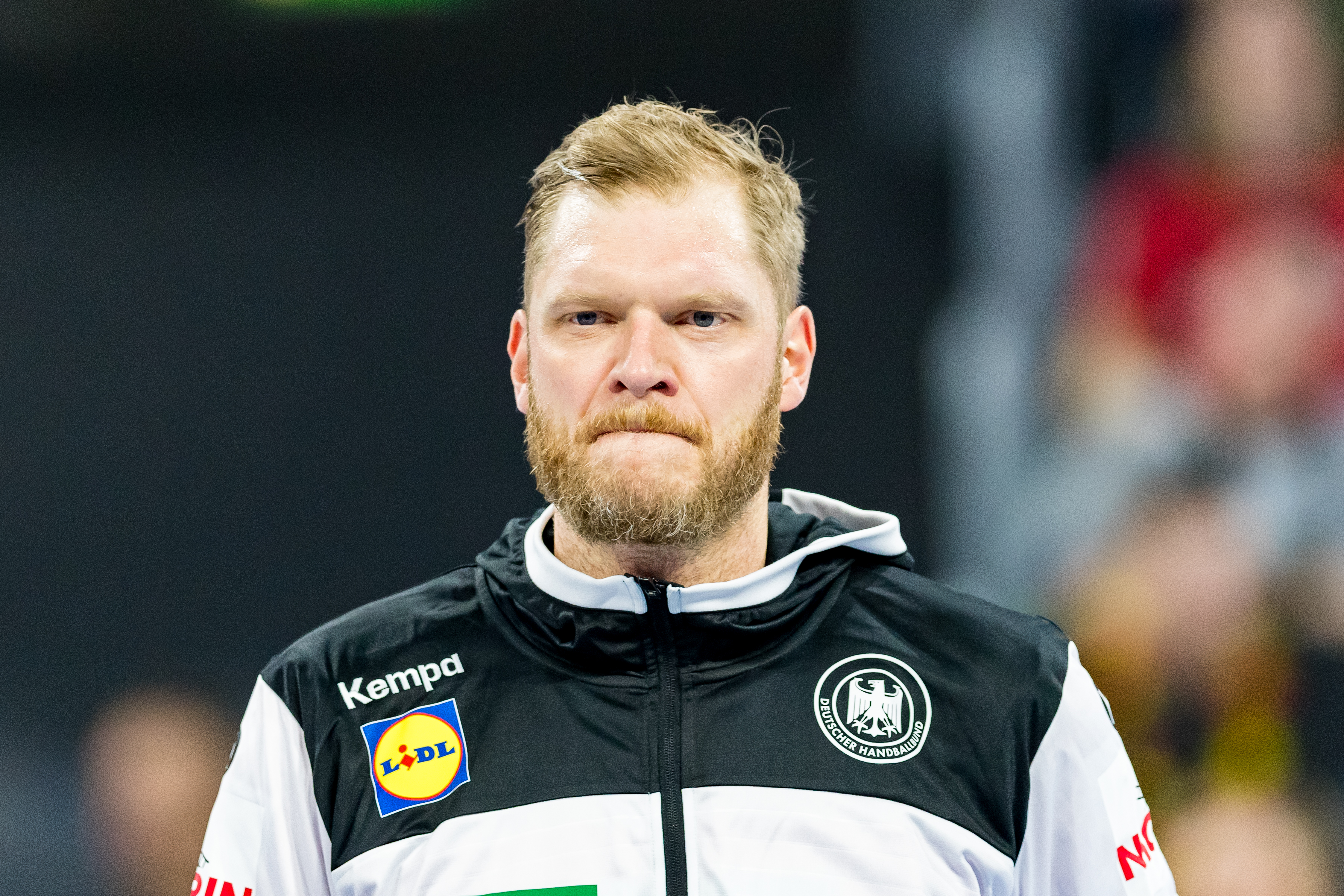
Johannes Bitter (* 1982)

- Bitter, Joshua (* 1997), deutscher Fußballspieler
- Bitter, Jürgen (* 1943), deutscher Journalist und Autor
- Bitter, Karl (1867–1915), österreichisch-US-amerikanischer Bildhauer
- Bitter, Kees (1919–1945), niederländischer Widerstandskämpfer und Verräter
- Bitter, Konstantin (* 1989), deutsch-Schweizer Volleyballtrainer
- Bitter, Lisa (* 1984), deutsche Schauspielerin
- Bitter, Margarethe (1902–1997), deutsche Juristin, Konsulin der Bundesrepublik Deutschland
- Bitter, Pieter de († 1666), niederländischer Admiral
- Bitter, Reinhard (1943–2010), deutscher Maler
- Bitter, Reinhard A. (1906–1998), deutscher Geschäftsführer des Beamtenheimstättenwerkes
- Bitter, Rena, US-amerikanische Diplomatin
- Bitter, Rudolf von (1880–1957), deutscher Staatsbeamter und Wirtschaftsfunktionär
- Bitter, Rudolf von der Ältere (1811–1880), preußischer Finanzbeamter und Präsident der königlich-preußischen Seehandlung
- Bitter, Rudolf von der Jüngere (1846–1914), preußischer Beamter und Politiker
- Bitter, Sabine (* 1960), österreichische Fotografin und bildende Künstlerin
- Bitter, Stephan (* 1942), deutscher evangelischer Kirchenhistoriker
- Bitter, Walter (1894–1964), deutscher Ministerialrat und vertretungsweise Landrat des Kreises Geldern (1943–1945)
- Bitter, Wilhelm (1886–1964), deutscher Verleger und Politiker (Zentrum, CDU), MdL
- Bitter, Willy L. (* 1936), deutscher Bildhauer
- Bitter-Suermann, Dieter (* 1937), deutscher Mikrobiologe und Hochschullehrer
- Bitter-Suermann, Hinrich (* 1940), deutsch-kanadischer Chirurg und Hochschullehrer
- Bitterauf, Karl (1874–1940), deutscher Klassischer Philologe, Naturwissenschaftshistoriker und Gymnasiallehrer
- Bitterauf, Stefan (* 1964), deutscher Rollstuhltennisspieler
- Bitterauf, Theodor (1877–1925), deutscher Historiker und Hochschullehrer
- Bitterli, Alexander (* 1998), Schweizer Unihockeyspieler
- Bitterli, Konrad (* 1960), Schweizer Historiker, Kurator und Museumsdirektor
- Bitterli, Timotheus (1905–1990), Schweizer Ordensgeistlicher
- Bitterli, Urs (1935–2021), Schweizer Historiker
- Bitterlich, Adalbert (1895–1972), deutscher katholischer Theologe und Hochschullehrer
- Bitterlich, Eduard (1833–1872), österreichischer Maler und Bildhauer
- Bitterlich, Florian (* 1984), deutscher Handballspieler
- Bitterlich, Gabriele (1896–1978), österreichische römisch-katholische Neuoffenbarerin, angebliche Seherin und Gründerin des Engelwerkes
- Bitterlich, Hans (1860–1949), österreichischer Bildhauer
- Bitterlich, Hansjörg (1923–1998), österreichischer römisch-katholischer Abt, Buchautor und Mitbegründer des Engelwerkes
- Bitterlich, Joachim (* 1948), deutscher DiplomatJoachim Bitterlich (* 1948)

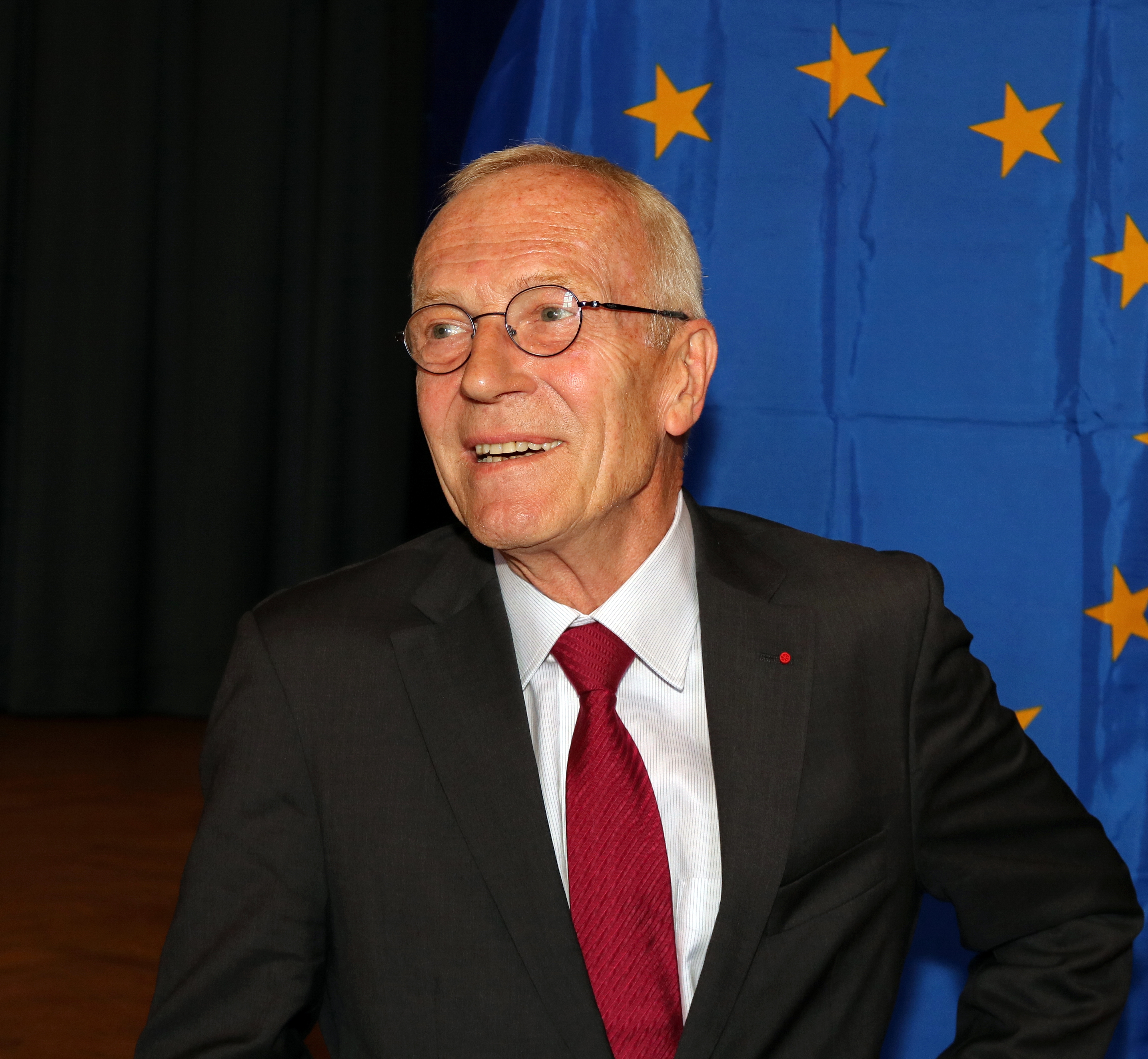
Joachim Bitterlich (* 1948)

- Bitterlich, Roswitha (1920–2015), österreichische Malerin, Dichterin und Grafikerin
- Bitterlich, Ute (* 1965), deutsche Volleyballspielerin
- Bitterlich, Walter (1908–2008), österreichischer Forstwissenschaftler
- Bitterlin, Lucien (1932–2017), französischer Staatsterrorist
- Bitterling, Albert (1910–1995), deutscher Bergsteiger
- Bitterling, August (1878–1948), Politiker (FDP), MdL
- Bitterling, Klaus (1937–2020), deutscher Anglist und Hochschullehrer
- Bitterling, Philipp (* 1970), deutscher Journalist, Moderator und Programmentwickler
- Bitterling-Wolters, Elisabeth (1892–1982), deutsche Malerin
- Bittermann, Klaus (* 1952), deutscher Autor und Verleger
- Bittermann, Torsten (* 1968), deutscher Fußballspieler
- Bitthäuser, Johann Pleikard (1774–1859), deutscher Kupferstecher
- Bitthorn, Otto (1880–1953), deutscher Generalleutnant
- Bitti, Martino († 1743), italienischer Komponist und Violinist des Barock
- Bittick, David, US-amerikanischer Schauspieler und Stuntman
- Bittig, Bernhard (1940–1982), Schweizer Forstwissenschaftler und Hochschullehrer
- Bittighofer, Manfred (* 1942), deutscher evangelischer Theologe, Pfarrer und Autor
- Bitting, Katherine (1869–1937), US-amerikanische Bakteriologin und Lebensmittelwissenschaftlerin
- Bittinger, Albert (1868–1925), deutscher Reichsgerichtsrat
- Bittinger, Dietrich (1869–1926), deutscher Jurist, Marineoffizier und Polizeipräsident von Stuttgart
- Bittinger, Dionys (1894–1954), deutscher Politiker (SPD), MdL Bayern
- Bittinger, René (* 1954), französischer Radrennfahrer
- Bittins, Alfred (1909–1970), deutscher Filmproduzent, Herstellungs- und Produktionsleiter
- Bittins, Michael (* 1941), deutscher Filmproduktionsleiter und Filmproduzent
- Bittius Paulinus, Lucius, antiker römischer Ringmacher
- Bittker, Boris (1916–2005), amerikanischer Jurist und Steuerwissenschaftler
- Bittl, Andreas (* 1973), deutscher Schauspieler
- Bittl, Katrin (* 1994), deutsche Künstlerin
- Bittl, Monika (1963–2022), deutsche Autorin
- Bittl, Xaver (* 1943), deutscher Politiker (CSU), MdL
- Bittle, Ryan (* 1976), US-amerikanischer Schauspieler
- Bittlinger, Arnold (1928–2025), deutsch-schweizerischer evangelischer Theologe, Psychologe, Psychotherapeut, Buchautor und Referent
- Bittlinger, Clemens (* 1959), deutscher Pfarrer, Autor und LiedermacherClemens Bittlinger (* 1959)

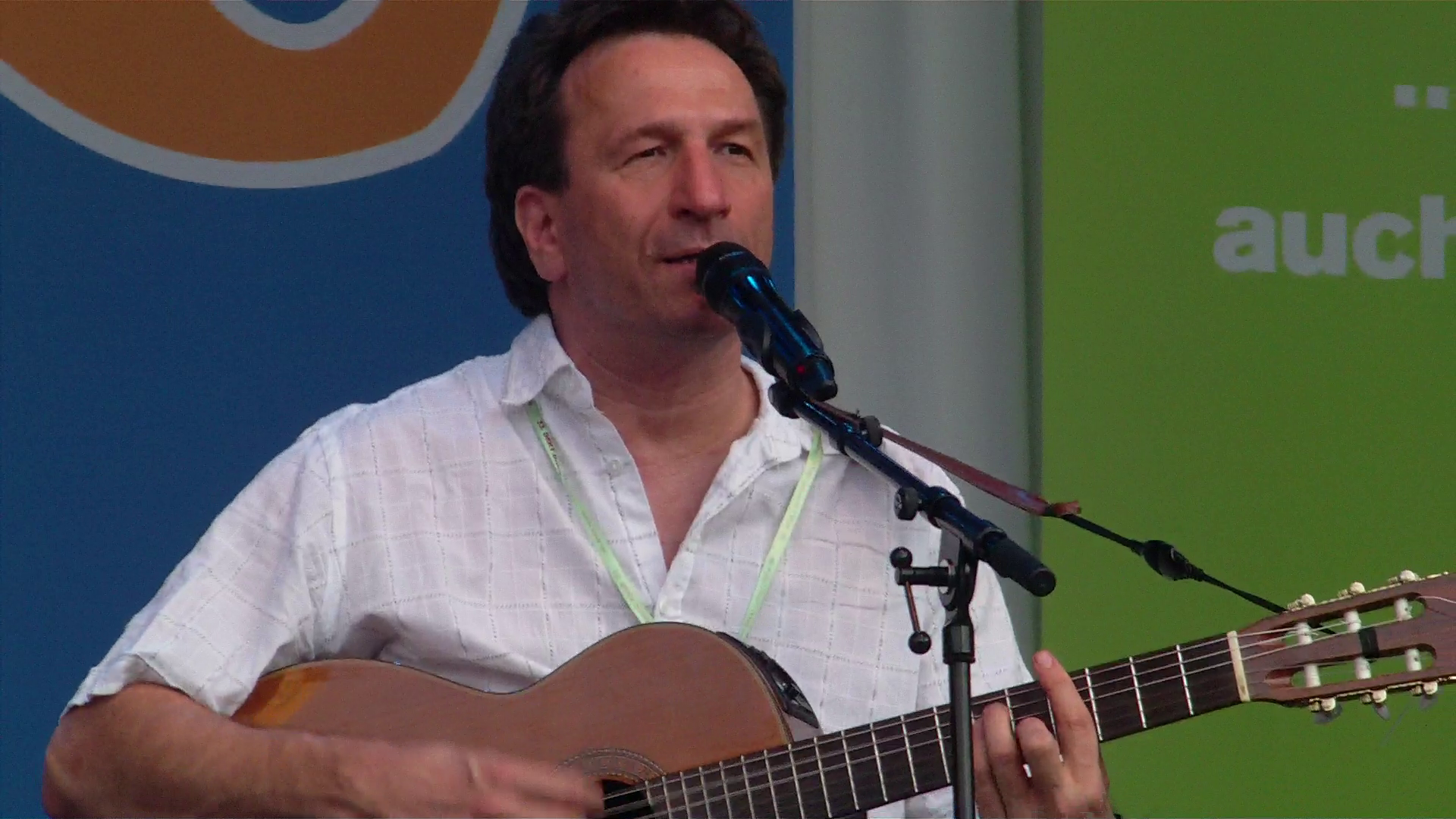
Clemens Bittlinger (* 1959)

- Bittlingmayer, Uwe H. (* 1970), deutscher Soziologe
- Bittlmayer, Albert (1952–1977), deutscher Fußballspieler
- Bittlmayer, Hubert (* 1964), deutscher Ministerialbeamter, Amtschef und Ministerialdirektor
- Bittman, Dan (* 1962), rumänischer Sänger, Komponist und Schauspieler
- Bittman, Erez (* 1968), israelischer Basketballtrainer
- Bittman, Gregory (* 1961), kanadischer Geistlicher, römisch-katholischer Bischof von Nelson
- Bittman, Ladislav (1931–2018), tschechisch-US-amerikanischer Geheimdienstoffizier der ČSSR, Hochschullehrer
- Bittmann, Benedikt (* 1959), österreichischer Politiker (ÖVP), Abgeordneter zum Landtag Steiermark
- Bittmann, Hans (1905–1997), österreichischer Tontechniker
- Bittmann, Ignaz (1851–1913), österreichischer Textilunternehmer
- Bittmann, Klemens (* 1977), österreichischer Geiger und Mandolaspieler
- Bittmann, Otakar (1891–1945), tschechoslowakischer Gynäkologe und Automobilrennfahrer
- Bittmann, Richard (* 1895), deutscher römisch-katholischer Steuerberater und Märtyrer
- Bittner, Adam (1777–1844), böhmischer Astronom und Mathematiker
- Bittner, Adolf (1899–1943), sudetendeutscher Arbeiter und ein Opfer der NS-Kriegsjustiz
- Bittner, Albert (1900–1980), deutscher Dirigent
- Bittner, Alexander (1850–1902), österreichischer Geologe
- Bittner, Anton (1820–1881), österreichischer Schauspieler, Volksschriftsteller und Librettist
- Bittner, Armin (* 1964), deutscher Skirennläufer
- Bittner, Bodo (1940–2012), deutscher Bobfahrer
- Bittner, Dagmar (* 1981), deutsche Synchronsprecherin, Hörbuch- und Hörspielsprecherin
- Bittner, Daniel (* 1971), deutscher Leichtathlet
- Bittner, David (* 1977), Schweizer Molekularbiologe, Bärenforscher und Naturfotograf
- Bittner, Dominik (* 1992), deutscher EishockeyspielerDominik Bittner (* 1992)

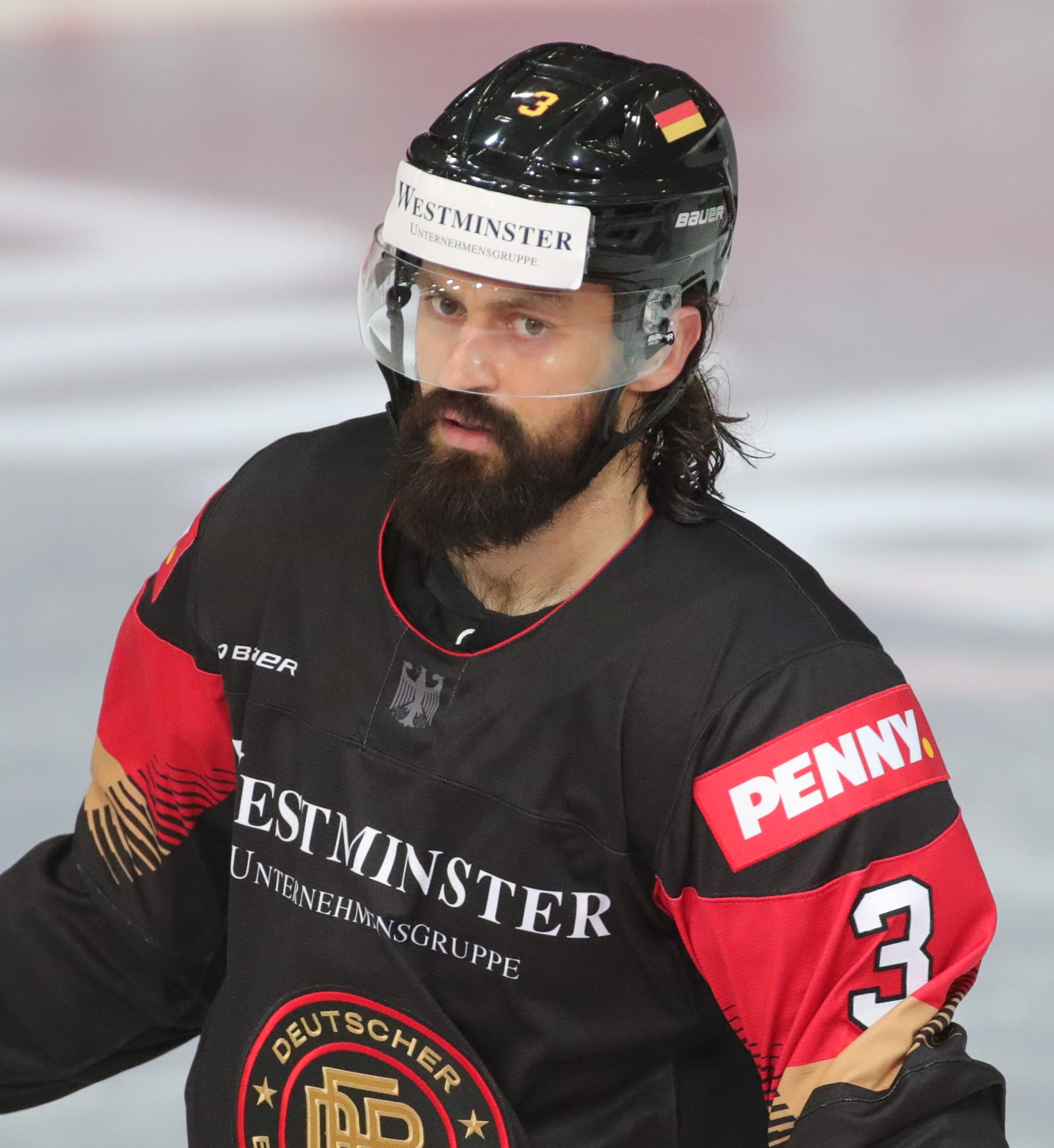
Dominik Bittner (* 1992)

- Bittner, Egon (1921–2011), US-amerikanischer Soziologe
- Bittner, Florian (* 1991), deutscher Fußballspieler
- Bittner, Franz (1953–2023), österreichischer Gewerkschafter
- Bittner, Franz Seraph Anton (1812–1888), deutscher Theologe und Hochschullehrer
- Bittner, Gerhard, deutscher Verleger und Funktionär des Kulturbundes
- Bittner, Grete (1905–1973), österreichische Volksschauspielerin
- Bittner, Harry (* 1962), deutscher Dozent, Fahrlehrer, Ausbilder für Fahrlehrer und freier Fachautor
- Bittner, Heike (* 1963), deutsche Filmautorin und Produzentin
- Bittner, Herbert (* 1952), deutscher Fußballspieler
- Bittner, Horst (1927–2013), deutscher Politiker (SED) und Diplomat, Botschafter der DDR
- Bittner, Ingrid (1944–2002), deutsche Politikerin (PDS), MdV und MdB
- Bittner, Jiří (1846–1903), tschechischer Schauspieler, Übersetzer von Theaterstücken, Autor von Humoresken und Memoiren
- Bittner, Jochen (* 1973), deutscher Journalist, Publizist und Jurist
- Bittner, Johann (1852–1905), mährischer Architekt und Bauunternehmer
- Bittner, Joseph (1822–1908), deutscher Orgelbauer
- Bittner, Joseph Franz (1852–1915), deutscher Orgelbauer
- Bittner, Julius (1874–1939), österreichischer Komponist
- Bittner, Karel (1965–2014), tschechischer Künstler
- Bittner, Klaus (* 1938), deutscher Ruderer und Olympiasieger
- Bittner, Klaus (* 1959), deutscher Fußballspieler
- Bittner, Konrad (1890–1967), deutscher Slawist und Hochschullehrer
- Bittner, Lauren (* 1980), US-amerikanische Schauspielerin
- Bittner, Ludwig (1877–1945), österreichischer Archivar und Historiker
- Bittner, Maximilian (1869–1918), österreichischer Orientalist
- Bittner, Michael (1961–1986), deutsches Todesopfer der Berliner Mauer
- Bittner, Michael (* 1980), deutscher Literaturwissenschaftler und Autor
- Bittner, Monika (* 1988), deutsche Eishockeyspielerin
- Bittner, Oliver (* 1969), deutscher Filmregisseur
- Bittner, Patrick (* 1971), deutscher Koch
- Bittner, Paulina (* 1995), deutsche Schauspielerin und Hörspielsprecherin
- Bittner, Pavel (* 2002), tschechischer Radrennfahrer
- Bittner, Ralf Paul (* 1966), deutscher Politiker (SPD)
- Bittner, Robert (* 1977), deutscher Schauspieler, Regisseur, Autor und Produzent
- Bittner, Roland C. (* 1956), deutscher Radiologe
- Bittner, Rüdiger (* 1945), deutscher Philosoph
- Bittner, Sandra (* 1973), deutsche Toningenieurin
- Bittner, Steve (* 1991), deutscher Basketballschiedsrichter
- Bittner, Walter (* 1957), deutscher Jazzmusiker (Schlagzeug, Komposition)
- Bittner, Werner (* 1938), deutscher Bergsteiger
- Bittner, Wolfgang (* 1941), deutscher SchriftstellerWolfgang Bittner (* 1941)

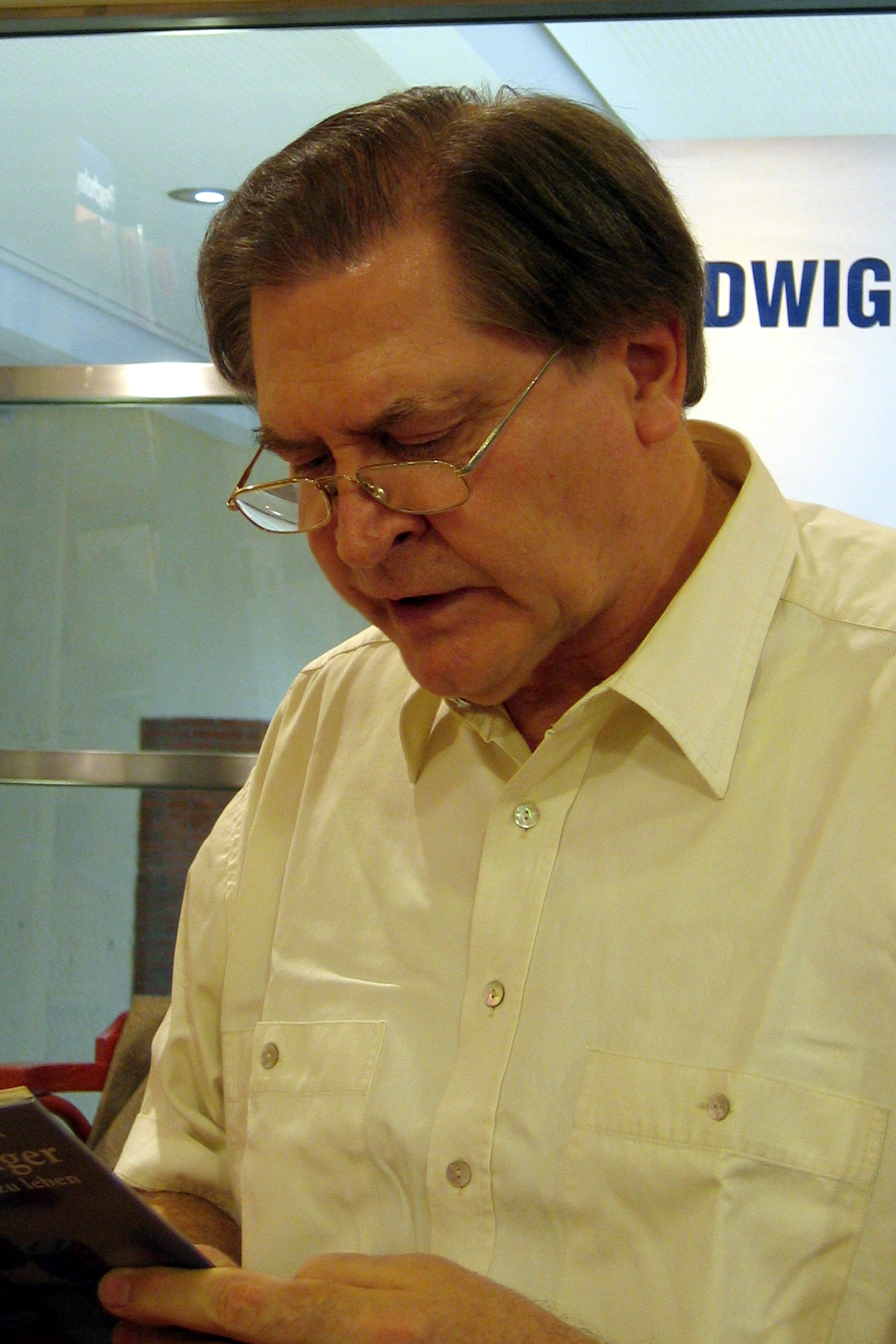
Wolfgang Bittner (* 1941)

- Bittner, Wolfgang J. (* 1947), evangelisch-reformierter Theologe, Pfarrer, Referent und Autor mit Schwerpunkt biblisch-christliche Spiritualität
- Bittner-Simmet, Magda (1916–2008), deutsche Malerin
- Bittó, István (1822–1903), ungarischer Politiker
- Bitto, Veronica (* 1992), italienische Schauspielerin
- Bitton, Nir (* 1991), israelischer Fußballspieler
- Bitton, Thomas († 1307), englischer Geistlicher, Bischof von Exeter
- Bitton, Yifat (* 1971), israelische Rechtsanwältin und Menschenrechtsaktivistin
- Bittorf, Alexander (1876–1949), deutscher Pathologe und Internist
- Bittorf, Marie (1886–1974), deutsche Gewerkschafterin, Sozial- und Kommunalpolitikerin und frühes Mitglied der Frauenbewegung
- Bittorf, Ulrich (* 1959), deutscher Fußballspieler
- Bittorf, Wilhelm (1929–2002), deutscher Journalist und Filmemacher
- Bittoun Kouzmine, Constantin (* 1999), französischer Tennisspieler
- Bittová, Iva (* 1958), tschechische Sängerin, Schauspielerin und Geigerin
- Bittremieux, Leo (1880–1946), belgischer Missionar der Kongregation vom Unbefleckten Herzen Mariens, Ethnologe und Sprachwissenschaftler
- Bittrich, Dietmar (* 1958), deutscher Schriftsteller
- Bittrich, Friedrich Otto (1898–1973), deutscher Reiseschriftsteller und Filmemacher
- Bittrich, Hans-Joachim (1923–2010), deutscher Chemiker
- Bittrich, Oscar (1853–1941), deutscher Fotograf
- Bittrich, Wilhelm (1894–1979), deutscher Offizier, zuletzt SS-Obergruppenführer und General der Waffen-SS im Zweiten Weltkrieg
- Bittrof, Max (1890–1972), deutscher Grafikdesigner, Schriftentwerfer und Briefmarkenkünstler
- Bittroff, Alexander (* 1988), deutscher FußballspielerAlexander Bittroff (* 1988)

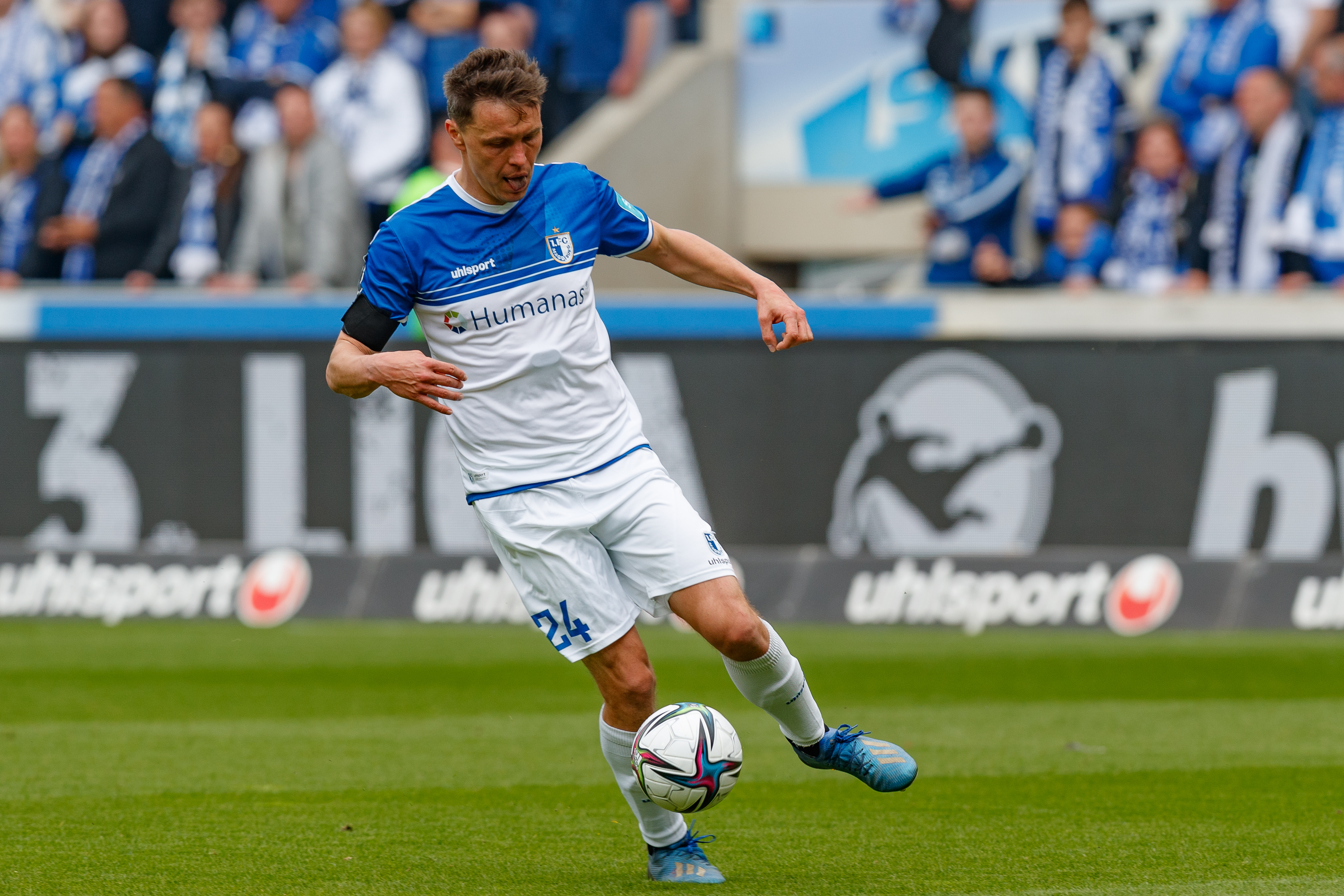
Alexander Bittroff (* 1988)

- Bittschi, Adolf (* 1950), römisch-katholischer Weihbischof in Sucre, Bolivien

### Bitu
- Bitumazala, Nathan (* 2002), französisch-kongolesischer Fußballspieler

### Bitz
- Bitz, Byron (* 1984), kanadischer Eishockeyspieler
- Bitz, Carl (1887–1966), Schweizer Diplomat (Konsul), Unternehmer und Erfinder
- Bitz, Hein (1914–1987), deutscher Volks- und Straßensänger, kölsches Original
- Bitz, Hermann (* 1950), deutscher Fußballspieler
- Bitz, Konrad († 1489), Bischof von Turku
- Bitz, Michael (* 1943), deutscher Wirtschaftswissenschaftler und Hochschullehrer
- Bitz, Michael (* 1957), deutscher Jurist, Präsident des Oberverwaltungsgerichtes des Saarlandes
- Bitzan, Heinz (1892–1965), österreichischer Kunsthandwerker, Buchgestalter, Buchbinder und Amateurfotograf
- Bitzan, Ion (1924–1997), rumänischer Maler
- Bitzan, Rudolf (1872–1938), deutsch-böhmischer Architekt
- Bitzel, Emil (1857–1940), deutscher Politiker
- Bitzer, Billy (1872–1944), US-amerikanischer Kameramann
- Bitzer, Donald L. (1934–2024), US-amerikanischer Elektroingenieur, Miterfinder des Plasmabildschirms, Entwickler von PLATO
- Bitzer, Eberhard (1927–1963), deutscher Journalist
- Bitzer, Eva Maria (* 1965), deutsche Gesundheitswissenschaftlerin und Hochschullehrerin
- Bitzer, Friedrich von (1816–1885), württembergischer Staatsrat und Politiker
- Bitzer, Jenny (* 1994), deutsche Fußballspielerin
- Bitzer, Jochen (* 1965), deutscher Drehbuchautor
- Bitzer, Margot (* 1936), deutsche Kupferstecherin, Stahlstecherin und Aquarellistin
- Bitzer, Matthias (* 1975), deutscher Künstler
- Bitzi, Ivan (* 1975), Schweizer Leichtathlet
- Bitzigeio, Jörg (* 1976), deutscher Tischtennistrainer
- Bitzius, Albert (1835–1882), Schweizer reformierter Theologe und Politiker
- Bitzius-Zeender, Henriette (1805–1872), Schweizer Pfarrersfrau
- Bitzka, Olaf (* 1962), deutscher Fußballspieler